# Ernassa cruenta
Ernassa cruenta là một loài bướm đêm thuộc phân họ Arctiinae, họ Erebidae.